# GRB 110328A
GRB 110328A (Swift J1644+57) – niezwykły rozbłysk gamma odkryty 28 marca 2011 roku w gwiazdozbiorze Smoka, oddalony o około 3,8 miliarda lat świetlnych od Ziemi. Najdłuższy ze wszystkich znanych rozbłysków tego typu.
Typowe wybuchy gamma zazwyczaj trwają do kilku minut i oznaczają koniec cyklu ewolucyjnego jakiejś gwiazdy. Tymczasem obiekt GRB 110328A nadal bardzo jasno promieniował ze zmienną jasnością ponad tydzień po początkowym wybuchu. Najbardziej prawdopodobnym wyjaśnieniem tego zjawiska była anihilacja gwiazdy przez supermasywną czarną dziurę znajdującą się w centrum galaktyki.
Czarna dziura, która wywołała wybuch może być dwukrotnie bardziej masywna od czarnej dziury leżącej w centrum Drogi Mlecznej, której masę szacuje się na ponad cztery miliony mas Słońca. Dodatkowo jeden z jej dżetów był skierowany dokładnie w stronę Ziemi. Zjawisko to, nazywane relatywistycznym wzmacnianiem wyjaśnia, dlaczego zaobserwowany w paśmie rentgenowskim wybuch był tak niezwykle jasny. Gdy jasność rozbłysku zamiast zacząć gwałtownie gasnąć nadal rosła naukowcy zorientowali się, że najbardziej prawdopodobnym wytłumaczeniem jest pływowe rozerwanie gwiazdy podobnej do Słońca obserwowane przez nas jako wiązka promieniowania rentgenowskiego.